# Śliwice (Opole)
Pour les articles homonymes, voir Śliwice.
Śliwice est une localité polonaise de la voïvodie d'Opole et du powiat de Nysa.